# Leonhard von Götz

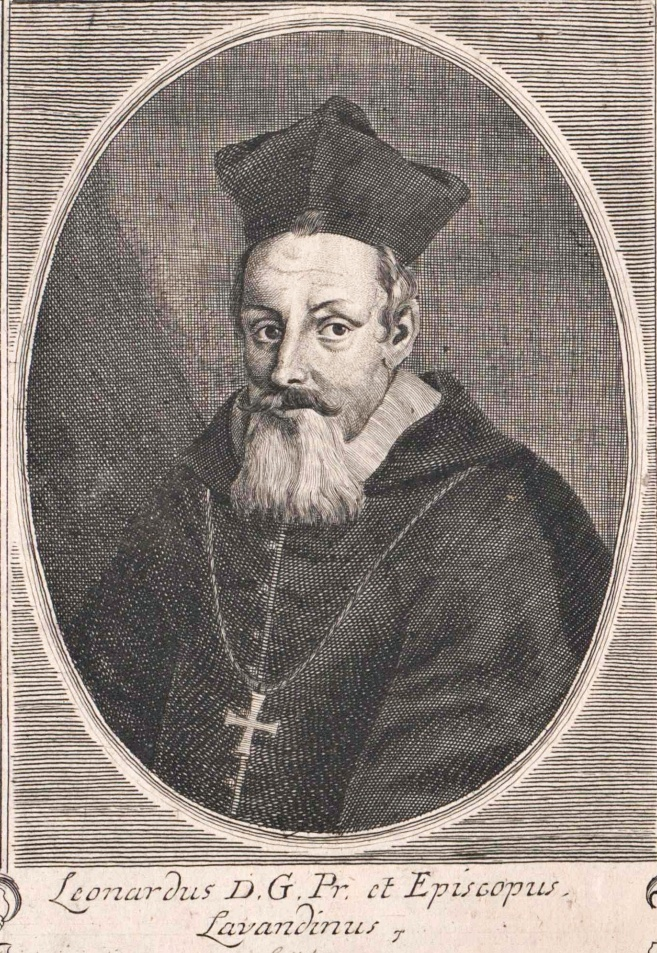
Bischof Leonhard von Götz

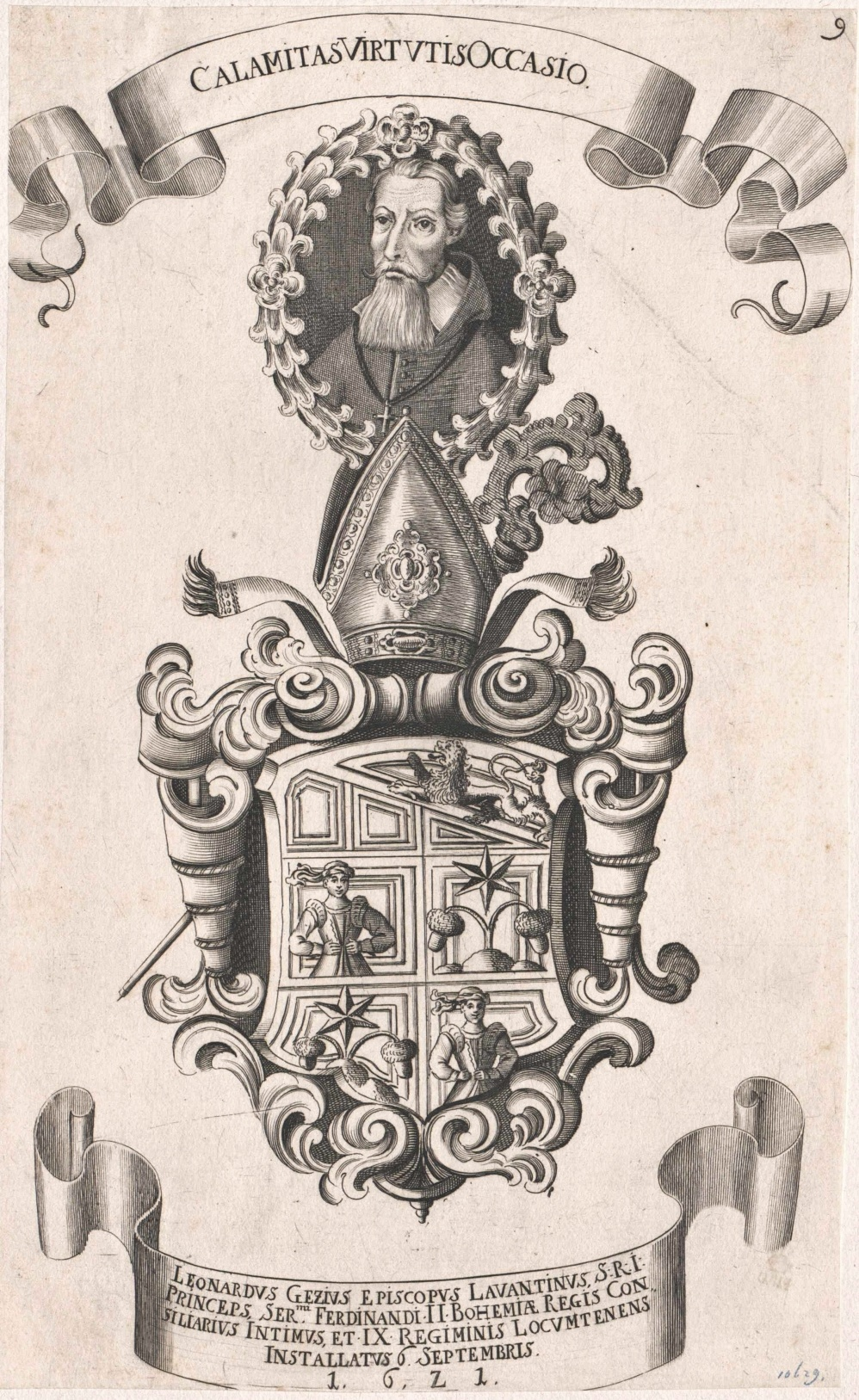
Bischof Leonhard von Götz, mit Wappen

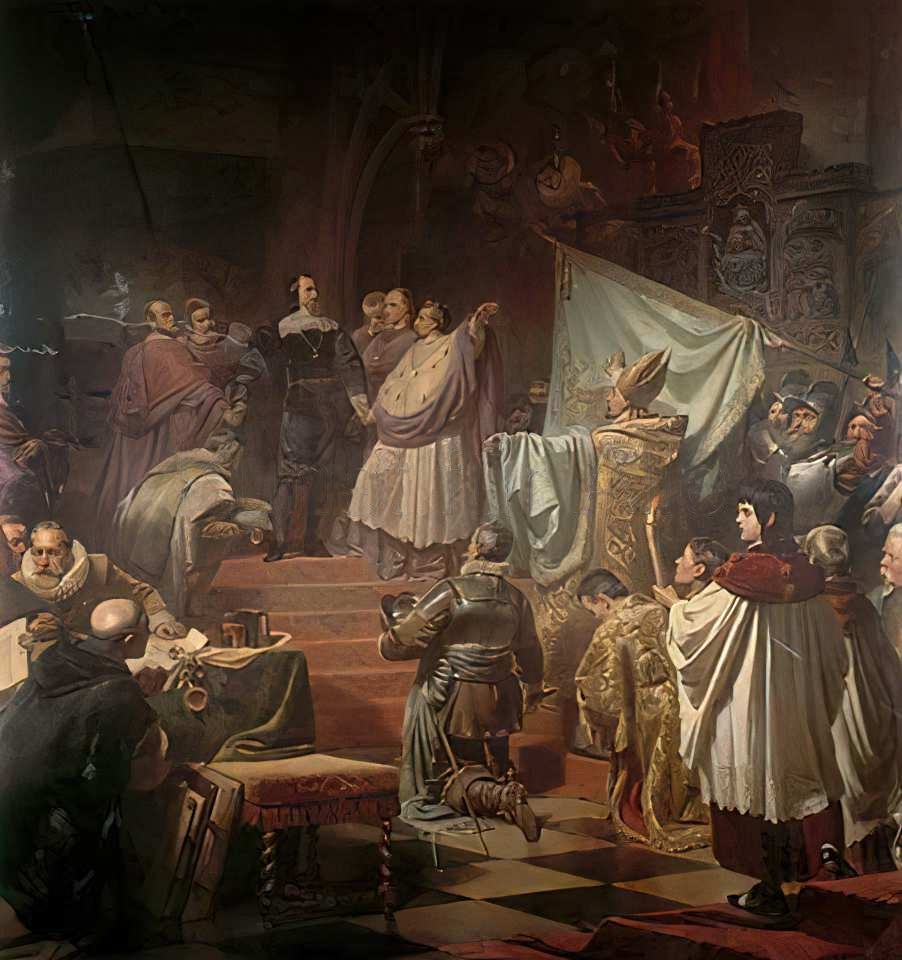
Die Gründung der Katholischen Liga unter Mitwirkung von Leonhard Götz, München, 1609, Gemälde von Carl Theodor von Piloty

Leonhard von Götz (* um 1561 in Feldkirch, Vorarlberg; † 28. November 1640 in Graz) war als Leonhard II. Bischof von Lavant.
Leonhard Götz wurde als Sohn bürgerlicher Eltern in Feldkirch geboren, verheiratete sich und hatte mit seiner Frau einen Sohn namens Heinrich, sowie eine Tochter namens Barbara († 1628, verheiratet mit Johann Leonhard Clario). Er war Doktor beider Rechte; von 1604 bis 1606 fungierte er als bischöflich Augsburgischer Hofkanzler und „Gubernator“ der Universität Dillingen. Schließlich wurde er bischöflicher Hofkanzler zu Konstanz, in welcher Eigenschaft er im Juli 1609 an der Münchner Konferenz zur Gründung der Katholischen Liga teilnahm. Dann trat er als Geheimrat und Vizekanzler in den Dienst des innerösterreichischen Erzherzogs Ferdinand (des späteren Kaisers Ferdinand II.). 1617 avancierte er zum königlich-böhmischen und 1618 zum königlich-ungarischen Geheimrat. Außerdem hatte er bereits ein Kanonikat zu Konstanz und zu Augsburg inne.
Auf Vorschlag Ferdinands bestimmte der Salzburger Erzbischof Markus Sittikus von Hohenems den verwitweten Götz noch zu Lebzeiten von Georg Stobäus von Palmburg zu dessen Nachfolger als Bischof von Lavant. In seiner Begründung gab der Monarch u. a. an, Leonhard Götz strebe das Priestertum an und besitze bereits ein Kanonikat in Augsburg. Am 21. Januar 1619 wurde er zum Bischof ernannt, die päpstliche Bestätigung erfolgte am 2. März. Da Leonhard Götz noch in den Diensten Kaiser Ferdinands stand, ließ er sich erst am 12. Juli 1620 in Graz zum Bischof konsekrieren. Die Weihe spendete ihm der Fürstbischof von Seckau, Jakob Eberlein von Rottenbach.
Am 6. September 1620 avancierte Götz zum Statthalter von Innerösterreich, was er bis zum 26. August 1630 blieb.
Kaiser Ferdinand schlug nach dem Tod des Laibacher Bischofs Thomas Chrön im Jahr 1630 Götz als dessen Nachfolger vor, doch versagte der Erzbischof seine Zustimmung.
1625 und 1638 wurde Götz Mitglied einer Reformkommission in Kärnten, die geheime Protestanten aufspüren und vor allem in Klagenfurt alle Geistlichen und Beamten auf ihr katholisches Bekenntnis überprüfen sollte. Die Kommission suchte auch nach protestantischen Büchern und wachte über die Einhaltung des Fastenordnung. Überdies förderte der Prälat die Ansiedlung von Kapuzinern in Wolfsberg und Villach.
Bischof Götz starb 1640 in Graz. Er wurde zunächst in der Kirche von St. Florian beigesetzt und später in die Domkirche von St. Andrä überführt.
Der Zeitgenosse Caspar Schoppe (1576–1649) bezeichnete Leonhard von Götz als „einen Mann von höchsten Fähigkeiten, Klugheit und Beredsamkeit“.